# Tempelbezirk im Altbachtal
Der Tempelbezirk im Altbachtal war ein antiker heiliger Bezirk innerhalb der römischen Stadt Trier (Augusta Treverorum).

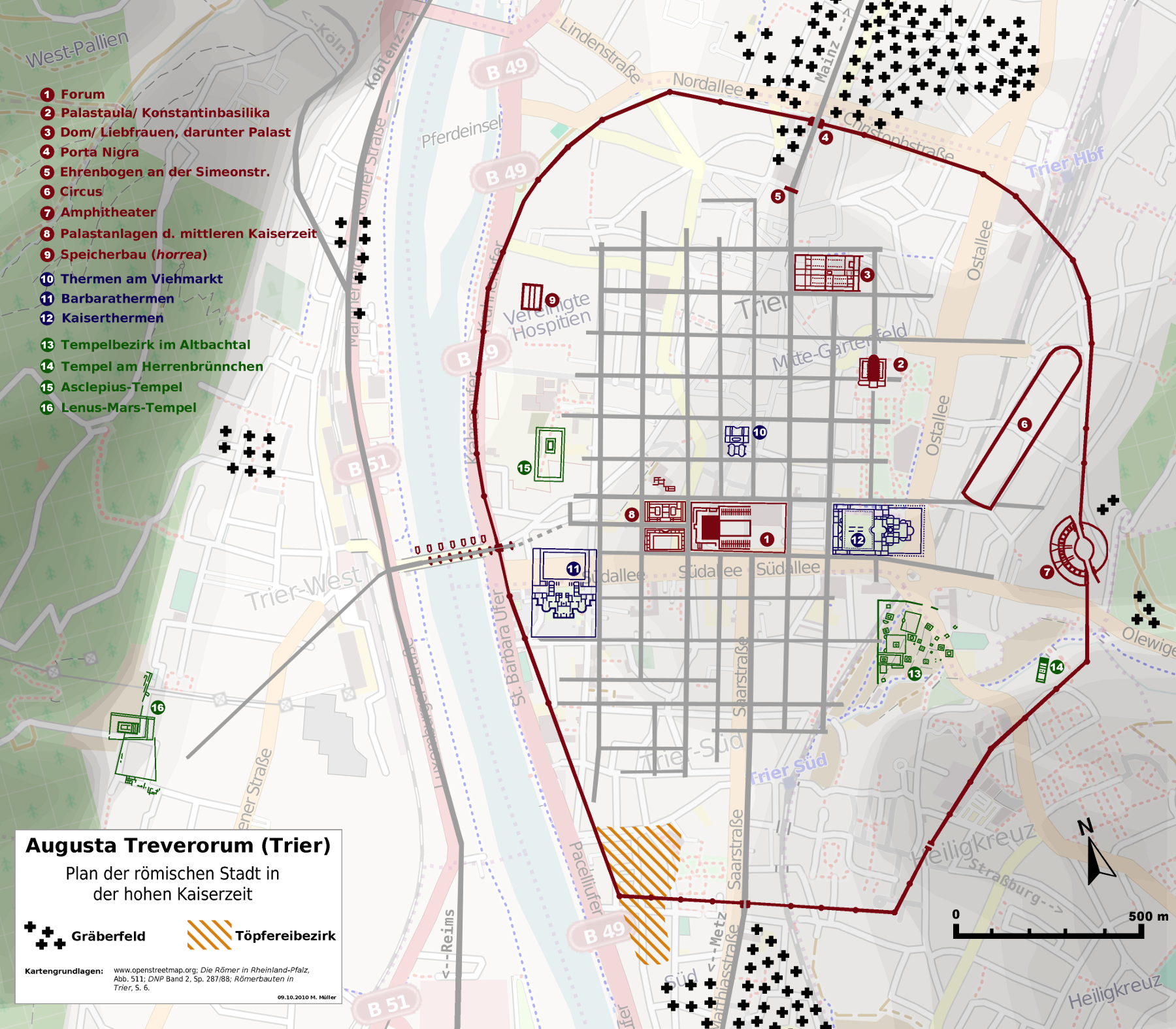
Karte des römischen Trier, Tempelbezirk im Altbachtal Nr. 13 (grün) im Osten der Stadt.

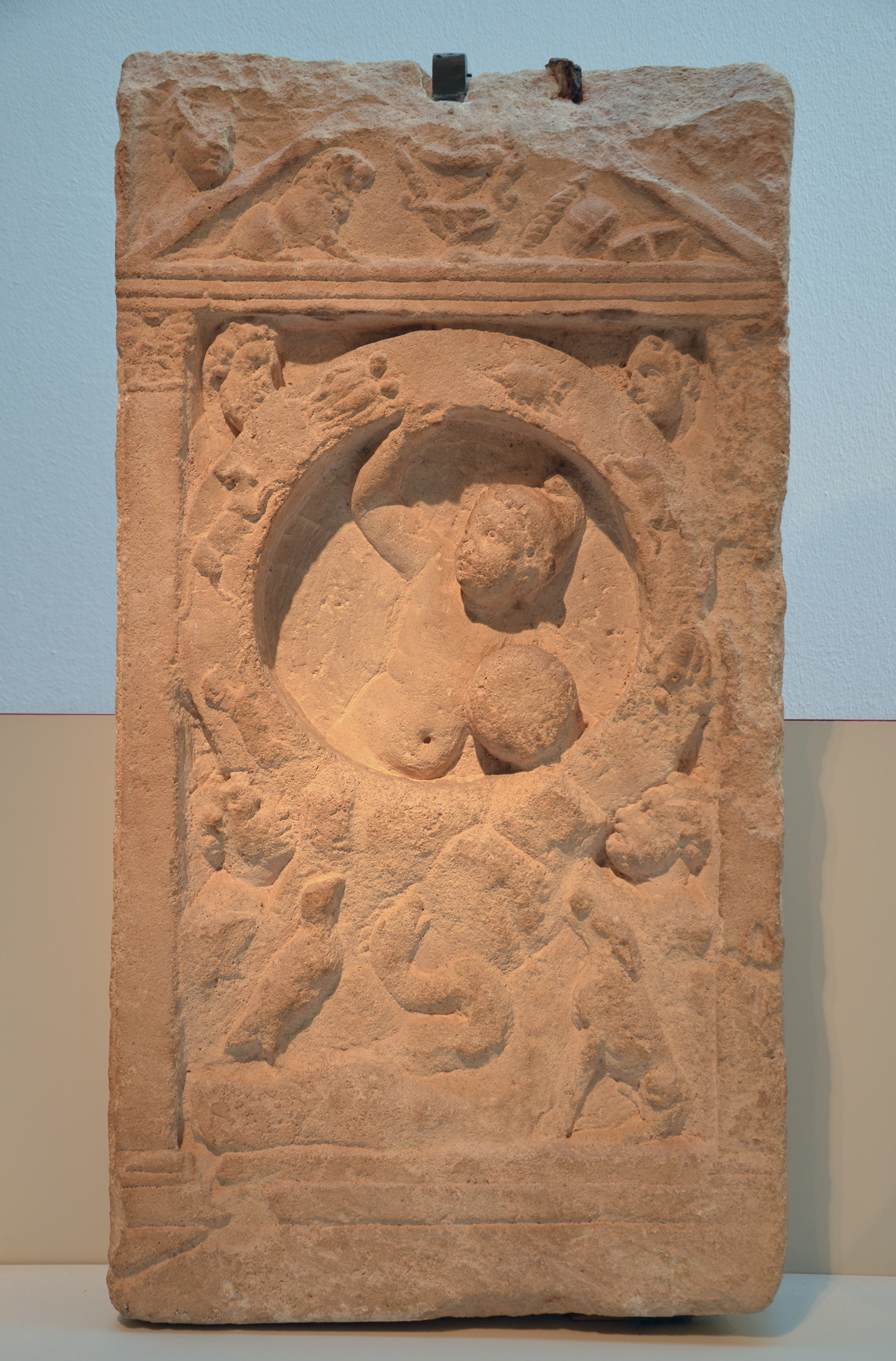
Relief mit Felsgeburt des Mithras, heute im Rheinischen Landesmuseum.

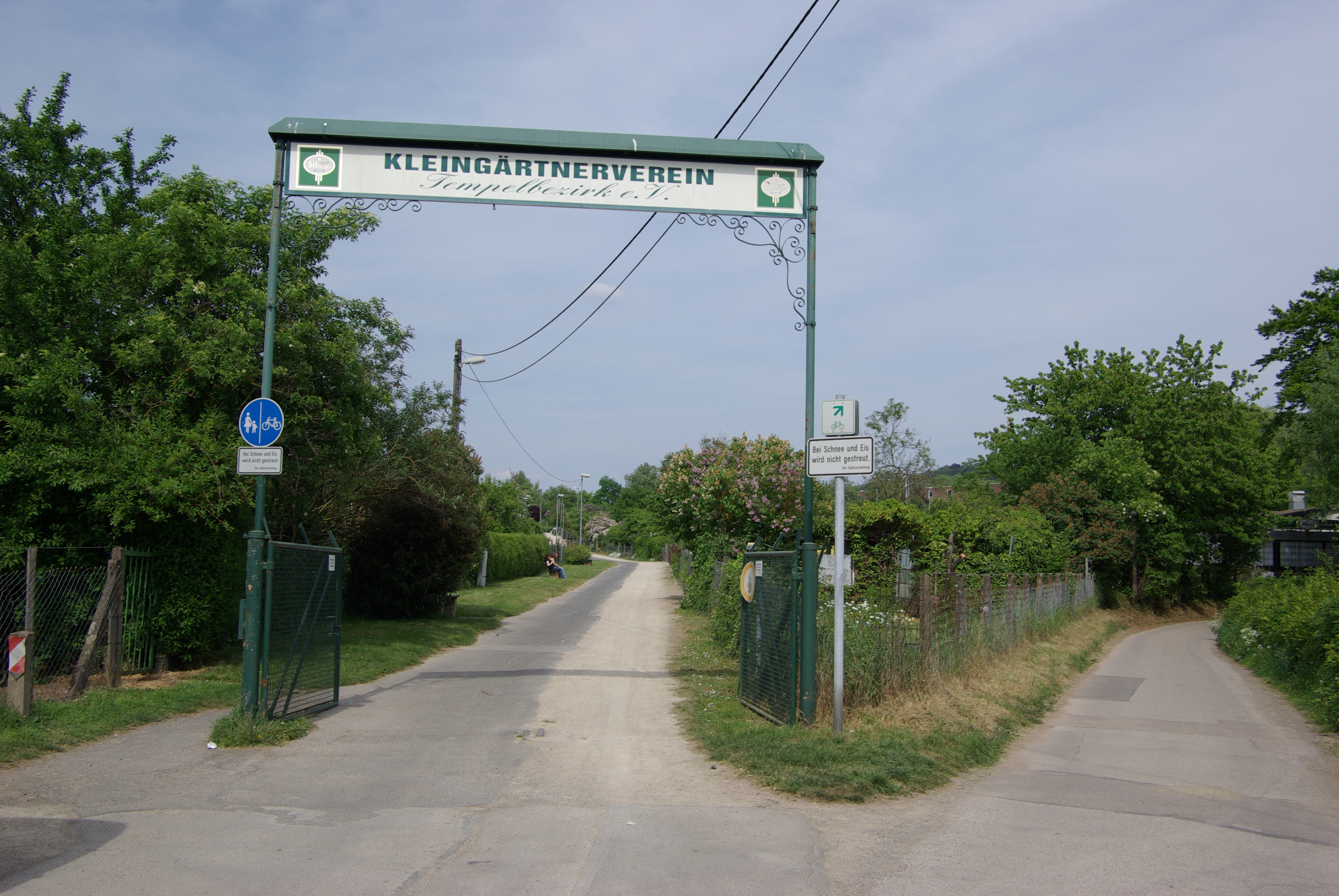
Kleingartenanlage auf dem Areal des Tempelbezirks 2011.

## Entdeckung und Ausgrabung
In der Talmulde des Altbaches unterhalb des Trierer Amphitheaters wurden seit dem 19. Jahrhundert häufig Götterbilder und Terrakotten gefunden. Die Notgemeinschaft der deutschen Wissenschaft finanzierte hier 1926–1934 Ausgrabungen durch Siegfried Loeschcke, die unter bis zu 5 m starken Schwemmschichten erstaunliche Ergebnisse erbrachten. Auf einer Fläche von 5 ha wurden über 70 Tempel, Kapellen, heilige Bezirke und Priesterhäuser sowie ein Kulttheater freigelegt. Die heute im Rheinischen Landesmuseum Trier befindlichen Fundstücke stellen die größte Sammlung von Kultdenkmälern aus einem geschlossenen Bezirk in der römischen Welt dar. Darunter sind besonders ein Epona-Relief und eine Darstellung der Felsgeburt des Mithras hervorzuheben sowie eine Bronzestatuette des Gottes Merkur.

## Anlage
Die frühesten Befunde aus dem Altbachtal gehören noch in vorrömische Zeit. In augusteischer Zeit entstanden mehrere Holzbauten, die ab der zweiten Hälfte des 1. Jahrhunderts n. Chr. durch Steinbauten ersetzt wurden. Ebenfalls im späten 1. Jahrhundert entstand der monumentale Tempel am Herrenbrünnchen, der sich in exponierter Lage oberhalb des Altbachtales befand. 
Vorwiegend wurden einheimische, treverische Gottheiten verehrt, deren Ikonographie eng an die römische Götterwelt angelehnt war (Interpretatio Romana). Größere Tempel waren in der Form gallo-römischer Umgangstempel errichtet, dazwischen befanden sich zahlreiche kleinere Schreine und Altäre sowie ein kleines Kulttheater. Letzteres wurde, in wesentlich größerer und prachtvollerer Ausführung, auch im Tempelbezirk Irminenwingert auf dem westlichen Moselufer nachgewiesen. Im 4. Jahrhundert kam noch der Mithraskult hinzu, christliche Kirchen befanden sich hier anscheinend nicht.
Das Fundmaterial legt nahe, dass der Bezirk im Jahr 337 unter dem Bischof Maximinus zerstört wurde. Im 4. Jahrhundert wurden hier Wohnbauten errichtet, darunter einige größere Villen am Berghang. Nach dem Zweiten Weltkrieg wurde im Altbachtal Zerstörungsschutt aufgefüllt und das Gelände planiert. Heute befindet sich dort eine Kleingartenanlage.